# Kuwukan (Dawe)
Kuwukan is een bestuurslaag in het regentschap Kudus van de provincie Midden-Java, Indonesië. Kuwukan telt 1610 inwoners (volkstelling 2010).